# V.League 1 (1993/1994)
V.League 1 (1993/1994) – 12. edycja najwyższej piłkarskiej klasy rozgrywkowej w Wietnamie. W rozgrywkach wzięło udział 16 drużyn, grając systemem kołowym. Sezon rozpoczął się 5 grudnia 1993, a zakończył 19 maja 1994 roku. Tytułu nie obroniła drużyna Công Nhân Quảng Nam Đà Nẵng. Nowym mistrzem Wietnamu został zespół Cảng Sài Gòn. Tytuł króla strzelców zdobyli Nguyễn Công Long (Bình Định FC) oraz Bùi Sĩ Thành (Long An FC), którzy strzelili po 12 bramek.

## Punktacja
- Zwycięstwo – 2 pkt
- Remis – 1 pkt
- Porażka – 0 pkt

## Przebieg rozgrywek

### Runda 1.
W tej fazie rozgrywek brało udział 16 zespołów, podzielonych na dwie grupy po 8 drużyn. 4 najlepsze drużyny z każdej grupy zakwalifikowały się do drugiej rundy.

### Runda 2.
W tej fazie rozgrywek brało udział 8 zespołów, podzielonych na dwie grupy po 4 drużyny. 2 najlepsze drużyny z każdej grupy zakwalifikowały się do półfinałów.

### Półfinały
- Long An FC – Công An Thành phố Hồ Chí Minh 1 – 3
- Cảng Sài Gòn – Câu Lạc Bộ Quân Đội 1 – 0

### Finał
- Cảng Sài Gòn – Công An Thành phố Hồ Chí Minh 2 – 0

Zespół Cảng Sài Gòn został mistrzem Wietnamu w tym sezonie.